# Sheffield Shield 2012/13
Der Sheffield Shield 2012/13 war die 120. Saison des nationalen First-Class-Cricket-Wettbewerbes in Australien. Gewinner war Tasmanien, die somit ihren dritten Sheffield Shield gewannen.

## Format
Die Mannschaften spielten in einer Division gegen jede andere jeweils zwei Spiele. Für einen Sieg erhielt ein Team zunächst 6 Punkte, für ein Unentschieden (beide Mannschaften erzielen die gleiche Anzahl an Runs) 3 Punkte. Sollte kein Ergebnis erreicht werden und das Spiel in einem Remis enden zählen die Resultate nach dem ersten Innings. Dabei gibt es zwei Punkte für einen Sieg, und einen Punkt im Falle eines Unentschiedens und keinen im Falle einer Niederlage. Sollte das Spiel nach dem zweiten Innings verloren werden, obwohl das erste Innings gewonnen wurde gibt es zwei Punkte. Des Weiteren ist es möglich das Mannschaften Punkte abgezogen bekommen, wenn sie beispielsweise zu langsam spielen oder der Platz nicht ordnungsgemäß hergerichtet ist. Bei Punktgleichheit wird die Platzierung zuerst nach der Anzahl der Siege und anschließend nach dem Quotient der Runs die Pro Wickets benötigt werden und die man selbst pro Wicket erzielt. Am Ende der Saison spielen die beiden Gruppenersten im Finale den Gewinner des Sheffield Shields aus.

## Resultate
Tabelle
Die Tabelle der Saison nahm am Ende die nachfolgende Gestalt an. Alle Punktabzüge erfolgten auf Grund zu langsamer Spielweise.
| Teams             | Sp. | S | N | U | R | LWF | DWF | DTF | DLF | ND | Ded | Punkte | Q     |
| ----------------- | --- | - | - | - | - | --- | --- | --- | --- | -- | --- | ------ | ----- |
| Tasmanien         | 10  | 4 | 1 | 0 | 0 | 2   | 1   | 0   | 2   | 0  | 0   | 30     | 1.375 |
| Queensland        | 10  | 4 | 3 | 0 | 0 | 2   | 1   | 0   | 0   | 0  | 0   | 30     | 0.989 |
| New South Wales   | 10  | 4 | 2 | 0 | 0 | 0   | 3   | 0   | 1   | 0  | 1   | 29     | 1.153 |
| Victoria          | 10  | 4 | 3 | 0 | 0 | 1   | 1   | 0   | 1   | 0  | 0   | 28     | 0.945 |
| Western Australia | 10  | 4 | 3 | 0 | 0 | 2   | 0   | 0   | 1   | 0  | 0   | 28     | 0.820 |
| South Australia   | 10  | 4 | 4 | 0 | 0 | 1   | 0   | 0   | 1   | 0  | 0   | 26     | 0.853 |

### Spiele

#### September
| 18. – 20. September Scorecard | Perth | Western Australia 217 (82.1) & 248 (66) | – | New South Wales 358 (103) & 108-2 (24.1) |
|                               |       | New South Wales gewinnt mit 8 Wickets   |   |                                          |

| 26. – 29. September Scorecard | Sydney | New South Wales 442 (131.3) & 198-6d (40) | – | Tasmanien 298-8d (109) & 262-7 (77) |
|                               |        | Remis                                     |   |                                     |

| 30. September – 2. Oktober Scorecard | Perth | Western Australia 175 (48.5) & 200 (58.3) | – | Victoria 375 (98.4) & 4-0 (0.1) |
|                                      |       | Victoria gewinnt mit 10 Wickets           |   |                                 |

#### Oktober
| 1. – 4. Oktober Scorecard | Brisbane | Queensland 398 (113.4) & 248-8d (58.1) | – | South Australia 184 (66.1) & 271 (77.4) |
|                           |          | Queensland gewinnt mit 191 Runs        |   |                                         |

| 9. – 12. Oktober Scorecard | Adelaide | Tasmanien 403-3d (112)                          | – | South Australia 224 (67) & 149 (51.4) (f/o) |
|                            |          | Tasmanien gewinnt mit einem Innings und 30 Runs |   |                                             |

| 10. – 13. Oktober Scorecard | Brisbane | Queensland 149 (47.3) & 125 (53.4) | – | Victoria 227 (84.2) & 48-0 (9.3) |
|                             |          | Victoria gewinnt mit 10 Wickets    |   |                                  |

| 23. – 26. Oktober Scorecard | Melbourne | Tasmanien 439-5d (132) & 165-2 (51.4) | – | Victoria 320 (107.2) |
|                             |           | Remis                                 |   |                      |

| 23. – 26. Oktober Scorecard | Adelaide | South Australia 402-9d (135.5) & 225 (76.4) | – | Queensland 406-9d (114.3) & 129-6 (45) |
|                             |          | Remis                                       |   |                                        |

#### November
| 1. – 4. November Scorecard | Hobart | South Australia 112 (49.1) & 237 (83.2) | – | Tasmanien 138 (52) & 196 (75.3) |
|                            |        | South Australia gewinnt mit 15 Runs     |   |                                 |

| 1. – 4. November Scorecard | Melbourne | Western Australia 248 (79.1) & 138 (49.4) | – | Victoria 219 (60.4) & 171-5 (54.1) |
|                            |           | Victoria gewinnt mit 5 Wickets            |   |                                    |

| 2. – 5. November Scorecard | Brisbane | New South Wales 184 (67.2) & 175 (44.4) | – | Queensland 256 (81.5) & 106-4 (22.1) |
|                            |          | Queensland gewinnt mit 6 Wickets        |   |                                      |

| 9. – 12. November Scorecard | Hobart | Tasmanien 95 (25.1) & 142 (62)                    | – | Queensland 360 (85) |
|                             |        | Queensland gewinnt mit einem Innings und 123 Runs |   |                     |

| 12. – 15. November Scorecard | Perth | Western Australia 400-9d (117.5) & 191 (58.3) | – | South Australia 237 (84.2) & 244 (91.2) |
|                              |       | Western Australia gewinnt mit 110 Runs        |   |                                         |

| 13. – 16. November Scorecard | Sydney | New South Wales 293 (90) & 194-3 (64) | – | Victoria 330 (111.3) |
|                              |        | Remis                                 |   |                      |

| 23. – 26. November Scorecard | Melbourne | Victoria 346 (121) & 132 (61)         | – | South Australia 443 (119.2) & 36-1 (7) |
|                              |           | South Australia gewinnt mit 9 Wickets |   |                                        |

| 26. – 29. November Scorecard | Hobart | Western Australia 67 (37.3) & 263 (100.1)        | – | Tasmanien 448 (131) |
|                              |        | Tasmanien gewinnt mit einem Innings und 118 Runs |   |                     |

| 27. – 30. November Scorecard | Canberra | Queensland 243 (73.4) & 173 (73)      | – | New South Wales 319-8d (109.2) & 98-7 (37.3) |
|                              |          | New South Wales gewinnt mit 3 Wickets |   |                                              |

#### Januar
| 24. – 27. Januar Scorecard | Sydney | Western Australia 242 (98.2) & 219-8 (84) | – | New South Wales 344 (111.2) |
|                            |        | Remis                                     |   |                             |

| 24. – 27. Januar Scorecard | Adelaide | Victoria 319 (103.5) & 136 (65.2)    | – | South Australia 267 (99) & 191-9 (54.2) |
|                            |          | South Australia gewinnt mit 1 Wicket |   |                                         |

#### Februar
| 4. – 7. Februar Scorecard | Brisbane | Western Australia 111 (51.5) & 496 (136.4) | – | Queensland 168 (53.1) & 340 (122.4) |
|                           |          | Western Australia gewinnt mit 99 Runs      |   |                                     |

| 6. – 9. Februar Scorecard | Hobart | Tasmanien 425-6d (129) & 245 (72.2) | – | New South Wales 500 (147.1) & 123-8 (25) |
|                           |        | Remis                               |   |                                          |

| 18. – 21. Februar Scorecard | Melbourne | Queensland 322 (93.1) & 249 (93.3) | – | Victoria 536-9d (169.3) & 36-2 (4.5) |
|                             |           | Victoria gewinnt mit 8 Wickets     |   |                                      |

| 19. – 22. Februar Scorecard | Adelaide | New South Wales 157 (54.2) & 173 (63.2) | – | South Australia 240 (82.5) & 94-6 (32.3) |
|                             |          | South Australia gewinnt mit 4 Wickets   |   |                                          |

| 21. – 24. Februar Scorecard | Perth | Tasmanien 211 (67.4) & 242 (67.2)       | – | Western Australia 97 (41.5) & 358-8 (112.2) |
|                             |       | Western Australia gewinnt mit 2 Wickets |   |                                             |

#### März
| 7. – 10. März Scorecard | Brisbane | Tasmanien 245 (98.3) & 342-6d (109) | – | Queensland 281 (95.5) & 143 (60) |
|                         |          | Tasmanien gewinnt mit 163 Runs      |   |                                  |

| 7. – 10. März Scorecard | Melbourne | Victoria 128 (39.3) & 289 (102.1)     | – | New South Wales 268 (68.3) & 150-4 (51) |
|                         |           | New South Wales gewinnt mit 6 Wickets |   |                                         |

| 7. – 10. März Scorecard | Adelaide | South Australia 248 (101.5) & 193 (77) | – | Western Australia 235 (84.3) & 211-9 (72.2) |
|                         |          | Western Australia gewinnt mit 1 Wicket |   |                                             |

| 14. – 17. März Scorecard | Hobart | Tasmanien 369-6d (95.4) & 325-7d (75.2) | – | Victoria 358 (108.4) & 225 (63) |
|                          |        | Tasmanien gewinnt mit 111 Runs          |   |                                 |

| 14. – 17. März Scorecard | Sydney | South Australia 182 (66.3) & 127 (50) | – | New South Wales 219 (80.5) & 91-2 (21.2) |
|                          |        | New South Wales gewinnt mit 8 Wickets |   |                                          |

| 14. – 17. März Scorecard | Perth | Queensland 164 (48.2) & 336-9d (106) | – | Western Australia 228 (76.2) & 152 (53.5) |
|                          |       | Queensland gewinnt mit 120 Runs      |   |                                           |

### Finale
| 22. – 26. März Scorecard | Hobart | Tasmanien 419 (173.4) & 251-4 (96.5) | – | Queensland 225 (87.2) & 183-6 (87) |
|                          |        | Remis                                |   |                                    |

Auf Grund des Remis wurde Tasmanien zum Gewinner des Sheffield Shields erklärt.

## Statistiken

### Runs
Die meisten Runs der Saison wurden von den folgenden Spielern erzielt:
| Spieler        | Mannschaft      | Spiele | Innings | Runs | Average | HS   | 100s | 50s |
| -------------- | --------------- | ------ | ------- | ---- | ------- | ---- | ---- | --- |
| Ricky Ponting  | Tasmanien       | 9      | 16      | 911  | 75,91   | 200* | 3    | 4   |
| Mark Cosgrove  | Tasmanien       | 11     | 20      | 784  | 39,20   | 104  | 1    | 7   |
| Chris Rogers   | Victoria        | 10     | 17      | 742  | 49,46   | 131  | 3    | 1   |
| Alex Doolan    | Tasmanien       | 10     | 18      | 715  | 42,05   | 149  | 1    | 4   |
| Phillip Hughes | South Australia | 6      | 12      | 673  | 56,08   | 158  | 2    | 3   |

### Wickets
Die meisten Wickets der Saison wurden von den folgenden Spielern erzielt:
| Spieler          | Mannschaft      | Balls | Wickets | Average | BBI  | 5W |
| ---------------- | --------------- | ----- | ------- | ------- | ---- | -- |
| Chadd Sayers     | South Australia | 2.118 | 48      | 18,52   | 6/49 | 3  |
| Luke Butterworth | Tasmanien       | 2.260 | 45      | 20,80   | 6/49 | 4  |
| James Faulkner   | Tasmanien       | 1.696 | 39      | 20,33   | 5/23 | 2  |
| Joe Mennie       | South Australia | 1.404 | 33      | 22,03   | 6/43 | 1  |
| James Hopes      | Queensland      | 2.010 | 32      | 22,75   | 5/27 | 1  |